# Mimi Cracra
Cet article concerne la série d'albums illustrés. Pour la série télévisée d'animation, voir Mimi Cracra (série télévisée).
Mimi Cracra est une série d'albums illustrés écrite et illustrée par Agnès Rosenstiehl,, destinée à des lecteurs à partir de 3 ans.

## Présentation
Mimi Cracra est une petite fille hardie, curieuse et pleine d'imagination, qui découvre les choses les plus simples de la vie. Cette série s'adresse aux jeunes enfants, tant au niveau lexical que visuel. Mimi Cracra a paru régulièrement dans le journal Pomme d'Api de 1975 à 2005 et est éditée actuellement aux éditions du Seuil et Casterman pour la France.

## Albums
- Mimi Cracra, Groupe Bayard, 1983.
- À l'eau Mimi Cracra, Groupe Bayard, 1985.
- Mimi Cracra en vacances, Groupe Bayard, 1986.
- Mimi Cracra fait des patouilles, Groupe Bayard, 1986.
- Miam miam Mimi Cracra, Groupe Bayard, 1987.
- Mimi Cracra – Ça déborde, Groupe Bayard-Centurion, 1987.
- Mimi Cracra va plus vite, Groupe Bayard, 1987.
- Mimi Cracra fait la fête, Groupe Bayard, 1988.
- Mimi Cracra a plein d'idées, Groupe Bayard, 1988.
- Mimi Cracra c'est une copine, Groupe Bayard, 1991.
- Mimi Cracra elle est comme ça, Groupe Bayard, 1993.
- Mimi Cracra joue à la télé, Groupe Bayard, 1994.
- Mimi Cracra – Moi j'ai pas 2000 ans, Éditions du Seuil, 1999.
- Mimi Cracra – Le sucre, Éditions du Seuil, 2000.
- Mimi Cracra – L'eau, Éditions du Seuil, 2000.
- Mimi Cracra – La mer, Éditions du Seuil, 2000.
- Mimi Cracra – Le savon, Éditions du Seuil, 2000.
- Mimi Cracra – Les fleurs, Éditions du Seuil, 2000.
- Mimi Cracra – Les bêtes, Éditions du Seuil, 2000.
- Mimi Cracra – La neige, Éditions du Seuil, 2000; Hakushenka, Japon, 2007.
- Mimi Cracra – La pluie, Éditions du Seuil, 2000.
- Mimi Cracra – L'herbe, Éditions du Seuil, 2000.
- Mimi Cracra – Le sable, Éditions du Seuil, 2000.
- Mimi Cracra – L'imagier, Éditions du Seuil, 2000.
- Mimi Cracra – Même pas froid!, Éditions du Seuil, 2002.
- Mimi Cracra dans le grand bain, Hachette, 2002.
- Mimi Cracra sous la pluie, Hachette, 2002.
- Mimi Cracra au bord de la mer, Hachette, 2003.
- Mimi Cracra en cuisine, Hachette, 2003.
- Mimi Cracra – Soleil tu chauffes!, Éditions du Seuil, 2003.
- Mimi Cracra toute l'année, Hachette, 2003.
- Mimi Cracra change d'habits, Hachette, 2004.
- Le Noël de Mimi Cracra, Hachette, 2004.
- Mimi Cracra – Petites patouilles, Éditions du Seuil, 2004.
- Mimi Cracra fait un spectacle, Hachette, 2005.
- Mimi Cracra joue à la maîtresse, Hachette, 2005.
- Mimi Cracra fait des bêtises, Hachette, 2006.
- Les saisons de Mimi Cracra – L'été, Éditions du Seuil, 2008.
- Les saisons de Mimi Cracra – L'automne, Éditions du Seuil, 2008.
- Les saisons de Mimi Cracra – L'hiver, Éditions du Seuil, 2008.
- Les saisons de Mimi Cracra – Le printemps, Éditions du Seuil, 2008.
- Silly Lilly and the four seasons, Mimi Cracra en anglais, Raw junior, États-Unis, 2008.
- La maison de Mimi Cracra – Ma chambre, Éditions du Seuil, 2009.
- La maison de Mimi Cracra – La salle de bains, Éditions du Seuil, 2009.
- La maison de Mimi Cracra – La cuisine, Éditions du Seuil, 2009.
- La maison de Mimi Cracra – Le jardin, Éditions du Seuil, 2009.
- 100 aventures de Mimi Cracra, Éditions du Seuil, 2009.
- Mimi Cracra et les quatre saisons, bilingue couplé avec Silly Lilly and the four seasons, Casterman, 2010.
- Silly Lilly in what will I be today?, Mimi Cracra en anglais, Raw junior, États-Unis, 2010.
- Teresa de Frambuesa, Mimi Cracra en espagnol, La Galera, Espagne, 2010.
- Mariona de Llimona, Mimi Cracra en catalan, La Galera, Espagne, 2010.
- Mimi Cracra joue à la télé, Éditions Lire c'est partir, 2013.
- Mimi Cracra, ho la revoilà !, Éditions Chemins de traverse, 2017.
- Drôle de dictionnaire, de Mimi Cracra, Éditions Chemins de traverse, 2017.
- Mimi Cracra toute l'année, Éditions du Seuil, 2022.
- Mimi Cracra 100 aventures, Éditions du Seuil, 2023.

## Série télévisée
Une série télévisée adaptée de cette bande dessinée a été produite en deux saisons. La première saison de 104 épisodes d'animation a été créée en 1986 et diffusée en France dans Récré A2 et en Suisse dans les Babibouchettes. La seconde saison comprend 52 épisodes réalisés par Millimages et diffusés en 1991.